# Giải vô địch bóng đá Đông Nam Á 2010
Giải vô địch bóng đá Đông Nam Á 2010, tên gọi chính thức là AFF Suzuki Cup 2010 vì lý do tài trợ, là lần thứ 8 của Giải vô địch bóng đá Đông Nam Á do Liên đoàn bóng đá Đông Nam Á (AFF) tổ chức. Đây là lần thứ hai hãng Suzuki trở thành nhà tài trợ chính cho giải đấu bóng đá lớn nhất khu vực Đông Nam Á. Vòng chung kết diễn ra từ 1 tháng 12 đến 29 tháng 12 năm 2010, với Việt Nam và Indonesia là đồng chủ nhà của vòng bảng. 
Đương kim vô địch Việt Nam bị Malaysia loại ở bán kết với tổng tỷ số 2–0. Malaysia sau đó đã giành chức vô địch AFF Cup lần đầu tiên trong lịch sử sau khi đánh bại Indonesia với tổng tỷ số sau hai lượt trận chung kết là 4–2.

## Lựa chọn chủ nhà
Quyền đăng cai vòng bảng được trao cho Indonesia và Việt Nam. Đây đều là lần thứ ba cả Việt Nam và Indonesia đăng cai giải đấu (hai lần trước đó với Việt Nam là vào các năm 1998 và 2004, còn Indonesia là vào các năm 2002 và 2008). Bảng A được tổ chức tại Indonesia, gồm 4 đội Indonesia, Thái Lan, Malaysia và Lào. Bảng B được tổ chức tại Việt Nam, gồm 4 đội Việt Nam, Singapore, Myanmar và Philippines.

## Địa điểm
Giải đấu được tổ chức tại 2 địa điểm chính; sân vận động Gelora Bung Karno tại Jakarta và sân vận động Quốc gia Mỹ Đình tại Hà Nội và hai sân phụ dùng để thay thế cho sân chính vào trận đấu đầu tiên của lượt trận cuối cùng tại vòng bảng. Theo dự định ban đầu, địa điểm thứ 2 cho bảng B là sân vận động Hàng Đẫy tại Hà Nội, sau đó được Liên đoàn bóng đá Việt Nam (VFF) chuyển đến sân vận động Thiên Trường vào ngày 22 tháng 11 năm 2010. Tại bảng A, địa điểm thi đấu dự phòng ban đầu là sân vận động Si Jalak Harupat tại Bandung nhưng đến ngày 24 tháng 11 năm 2010 – 1 tuần trước lễ khai mạc, nó đã được chuyển sang sân vận động Gelora Sriwijaya.
| Kuala Lumpur                      | Jakarta | Palembang |
| --------------------------------- | --- | --- |
| Sân vận động Quốc gia Bukit Jalil | Sân vận động Gelora Bung Karno | Sân vận động Gelora Sriwijaya |
| Sức chứa: 110.000                 | Sức chứa: 88.083 | Sức chứa: 36.000 |
|                                   | | |
| Hà Nội                            | JakartaPalembangHà NộiNam ĐịnhKuala Lumpur Vị trí các sân vận động của Giải vô địch bóng đá Đông Nam Á 2010. · Vàng: Vòng bảng. · Đỏ: Chung kết. | JakartaPalembangHà NộiNam ĐịnhKuala Lumpur Vị trí các sân vận động của Giải vô địch bóng đá Đông Nam Á 2010. · Vàng: Vòng bảng. · Đỏ: Chung kết. |
| Sân vận động Quốc gia Mỹ Đình     | JakartaPalembangHà NộiNam ĐịnhKuala Lumpur Vị trí các sân vận động của Giải vô địch bóng đá Đông Nam Á 2010. · Vàng: Vòng bảng. · Đỏ: Chung kết. | JakartaPalembangHà NộiNam ĐịnhKuala Lumpur Vị trí các sân vận động của Giải vô địch bóng đá Đông Nam Á 2010. · Vàng: Vòng bảng. · Đỏ: Chung kết. |
| Sức chứa: 40.192                  | JakartaPalembangHà NộiNam ĐịnhKuala Lumpur Vị trí các sân vận động của Giải vô địch bóng đá Đông Nam Á 2010. · Vàng: Vòng bảng. · Đỏ: Chung kết. | JakartaPalembangHà NộiNam ĐịnhKuala Lumpur Vị trí các sân vận động của Giải vô địch bóng đá Đông Nam Á 2010. · Vàng: Vòng bảng. · Đỏ: Chung kết. |
|                                   | JakartaPalembangHà NộiNam ĐịnhKuala Lumpur Vị trí các sân vận động của Giải vô địch bóng đá Đông Nam Á 2010. · Vàng: Vòng bảng. · Đỏ: Chung kết. | JakartaPalembangHà NộiNam ĐịnhKuala Lumpur Vị trí các sân vận động của Giải vô địch bóng đá Đông Nam Á 2010. · Vàng: Vòng bảng. · Đỏ: Chung kết. |
| Nam Định                          | JakartaPalembangHà NộiNam ĐịnhKuala Lumpur Vị trí các sân vận động của Giải vô địch bóng đá Đông Nam Á 2010. · Vàng: Vòng bảng. · Đỏ: Chung kết. | JakartaPalembangHà NộiNam ĐịnhKuala Lumpur Vị trí các sân vận động của Giải vô địch bóng đá Đông Nam Á 2010. · Vàng: Vòng bảng. · Đỏ: Chung kết. |
| Sân vận động Thiên Trường         | JakartaPalembangHà NộiNam ĐịnhKuala Lumpur Vị trí các sân vận động của Giải vô địch bóng đá Đông Nam Á 2010. · Vàng: Vòng bảng. · Đỏ: Chung kết. | JakartaPalembangHà NộiNam ĐịnhKuala Lumpur Vị trí các sân vận động của Giải vô địch bóng đá Đông Nam Á 2010. · Vàng: Vòng bảng. · Đỏ: Chung kết. |
| Sức chứa: 30.000                  | JakartaPalembangHà NộiNam ĐịnhKuala Lumpur Vị trí các sân vận động của Giải vô địch bóng đá Đông Nam Á 2010. · Vàng: Vòng bảng. · Đỏ: Chung kết. | JakartaPalembangHà NộiNam ĐịnhKuala Lumpur Vị trí các sân vận động của Giải vô địch bóng đá Đông Nam Á 2010. · Vàng: Vòng bảng. · Đỏ: Chung kết. |
|                                   | JakartaPalembangHà NộiNam ĐịnhKuala Lumpur Vị trí các sân vận động của Giải vô địch bóng đá Đông Nam Á 2010. · Vàng: Vòng bảng. · Đỏ: Chung kết. | JakartaPalembangHà NộiNam ĐịnhKuala Lumpur Vị trí các sân vận động của Giải vô địch bóng đá Đông Nam Á 2010. · Vàng: Vòng bảng. · Đỏ: Chung kết. |

## Vòng loại
Vòng loại của Giải vô địch bóng đá Đông Nam Á 2010 đã được tổ chức từ ngày 16–24 tháng 10 năm 2010 tại Viêng Chăn, Lào để chọn ra hai đội tuyển đứng đầu giành quyền vào vòng chung kết. Dựa trên xếp hạng từ giải đấu lần trước, hai đội chủ nhà Việt Nam (đồng thời là đương kim vô địch) và Indonesia, cùng với Malaysia, Myanmar, Singapore và Thái Lan được vào thẳng vòng chung kết. Bốn đội tuyển gồm Lào, Campuchia, Đông Timor và Philippines có xếp hạng thấp nhất phải tham dự vòng loại (Brunei đã bị FIFA cấm thi đấu do những can thiệp chính trị từ chính quyền ở trong nước vào việc điều hành Liên đoàn bóng đá Brunei).
Kết thúc vòng loại, Lào và Philippines là hai đội tuyển được vào vòng chung kết.

## Bốc thăm
Lễ bốc thăm chia bảng diễn ra vào lúc 14:00 ngày 15 tháng 9 năm 2010 tại Hà Nội. Sự kiện khởi đầu mùa giải được tổ chức tại khách sạn Sheraton, Hà Nội.
Phân loại 4 nhóm bốc thăm:
| Nhóm 1 (hạt giống)                | Nhóm 2               | Nhóm 3             | Nhóm 4                    |
| --------------------------------- | -------------------- | ------------------ | ------------------------- |
| Việt Nam (H), (C) · Indonesia (H) | Thái Lan · Singapore | Malaysia · Myanmar | Lào (Q) · Philippines (Q) |

- Chú thích: (H): Đồng chủ nhà, (C): Đương kim vô địch, (Q): Vượt qua vòng loại.

## Vòng bảng
Tất cả thời gian được liệt kê là giờ địa phương (UTC+7).

### Bảng A
Tất cả các trận đấu diễn ra tại Indonesia.
| Đội       | Tr | T | H | B | BT | BB | HS  | Đ |
| --------- | -- | - | - | - | -- | -- | --- | - |
| Indonesia | 3  | 3 | 0 | 0 | 13 | 2  | +11 | 9 |
| Malaysia  | 3  | 1 | 1 | 1 | 6  | 6  | 0   | 4 |
| Thái Lan  | 3  | 0 | 2 | 1 | 3  | 4  | −1  | 2 |
| Lào       | 3  | 0 | 1 | 2 | 3  | 13 | −10 | 1 |

| Thái Lan          | 2–2      | Lào                              |
| ----------------- | -------- | -------------------------------- |
| Sarayoot 67', 90' | Chi tiết | Inthammavong 53' · Sysomvang 81' |

| Indonesia                                                                  | 5–1      | Malaysia       |
| -------------------------------------------------------------------------- | -------- | -------------- |
| Asraruddin 22' (l.n.) · Gonzáles 33' · Ridwan 52' · Arif 76' · Irfan 90+4' | Chi tiết | Norshahrul 18' |

| Thái Lan | 0–0      | Malaysia |
| -------- | -------- | -------- |
|          | Chi tiết |          |

| Lào | 0–6      | Indonesia                                                              |
| --- | -------- | ---------------------------------------------------------------------- |
|     | Chi tiết | Firman 26' (ph.đ.), 51' · Ridwan 33' · Irfan 63' · Arif 77' · Okto 82' |

| Malaysia                                                  | 5–1      | Lào       |
| --------------------------------------------------------- | -------- | --------- |
| Amri 4', 41' · Amirul 74' · Norshahrul 77' · Mahali 90+3' | Chi tiết | Singto 8' |

| Indonesia                          | 2–1      | Thái Lan  |
| ---------------------------------- | -------- | --------- |
| Bambang 82' (ph.đ.), 90+1' (ph.đ.) | Chi tiết | Suree 69' |

#### Bảng B
Tất cả các trận đấu diễn ra tại Việt Nam.
| Đội         | Tr | T | H | B | BT | BB | HS | Đ |
| ----------- | -- | - | - | - | -- | -- | -- | - |
| Việt Nam    | 3  | 2 | 0 | 1 | 8  | 3  | +5 | 6 |
| Philippines | 3  | 1 | 2 | 0 | 3  | 1  | +2 | 5 |
| Singapore   | 3  | 1 | 1 | 1 | 3  | 3  | 0  | 4 |
| Myanmar     | 3  | 0 | 1 | 2 | 2  | 9  | −7 | 1 |

| Singapore | 1–1      | Philippines        |
| --------- | -------- | ------------------ |
| Đurić 65' | Chi tiết | C. Greatwich 90+3' |

| Việt Nam | 7–1      | Myanmar           |
| --- | -------- | ----------------- |
| Nguyễn Anh Đức 13', 56' · Nguyễn Minh Phương 30' · Lê Tấn Tài 51' · Nguyễn Trọng Hoàng 73', 83' · Nguyễn Vũ Phong 90+4' | Chi tiết | Aung Kyaw Moe 16' |

| Singapore                | 2–1      | Myanmar             |
| ------------------------ | -------- | ------------------- |
| Đurić 62' · Casmir 90+4' | Chi tiết | Khin Maung Lwin 13' |

| Philippines                            | 2–0      | Việt Nam |
| -------------------------------------- | -------- | -------- |
| C. Greatwich 38' · P. Younghusband 79' | Chi tiết |          |

| Myanmar | 0–0      | Philippines |
| ------- | -------- | ----------- |
|         | Chi tiết |             |

| Việt Nam            | 1–0      | Singapore |
| ------------------- | -------- | --------- |
| Nguyễn Vũ Phong 32' | Chi tiết |           |

## Vòng đấu loại trực tiếp
|  | Bán kết | Bán kết     | Bán kết   | Bán kết | Bán kết |   |    | Chung kết | Chung kết | Chung kết | Chung kết | Chung kết |
|  |         |             |           |         |         |   |    |           |           |           |           |           |
|  | A2      | Malaysia    | 2         | 0       | 2       |   |    |           |           |           |           |           |
|  | B1      | Việt Nam    | 0         | 0       | 0       |   |    |           |           |           |           |           |
|  |         |             |           |         |         |   | A2 | Malaysia  | 3         | 1         | 4         |           |
|  |         | A1          | Indonesia | 0       | 2       | 2 |    |           |           |           |           |           |
|  | B2      | Philippines | 0         | 0       | 0       |   |    |           |           |           |           |           |
|  | A1      | Indonesia   | 1         | 1       | 2       |   |    |           |           |           |           |           |

### Bán kết

#### Lượt đi
| Malaysia            | 2–0      | Việt Nam |
| ------------------- | -------- | -------- |
| Mohd Safee 61', 80' | Chi tiết |          |

| Philippines | 0–1      | Indonesia    |
| ----------- | -------- | ------------ |
|             | Chi tiết | Gonzales 32' |

#### Lượt về
| Việt Nam | 0–0      | Malaysia |
| -------- | -------- | -------- |
|          | Chi tiết |          |

Malaysia thắng với tổng tỉ số 2–0.
| Indonesia    | 1–0      | Philippines |
| ------------ | -------- | ----------- |
| González 43' | Chi tiết |             |

Indonesia thắng với tổng tỉ số 2–0.

### Chung kết

#### Lượt đi
| Malaysia                               | 3–0      | Indonesia |
| -------------------------------------- | -------- | --------- |
| Mohd Safee 61', 73' · Mohd Ashaari 68' | Chi tiết |           |

#### Lượt về
| Indonesia               | 2–1      | Malaysia  |
| ----------------------- | -------- | --------- |
| Nasuha 72' · Ridwan 88' | Chi tiết | Safee 54' |

Malaysia thắng với tổng tỉ số 4–2.

## Thống kê

### Vô địch
| Vô địch Giải vô địch bóng đá Đông Nam Á 2010 |
| -------------------------------------------- |
| · Malaysia · Lần thứ nhất                    |

### Giải thưởng
| Vua phá lưới | Cầu thủ xuất sắc nhất | Đội đoạt giải phong cách |
| ------------ | --------------------- | ------------------------ |
| Safee Sali   | Firman Utina          | Philippines              |

### Cầu thủ ghi bàn
Đã có 51 bàn thắng ghi được trong 18 trận đấu, trung bình 2.83 bàn thắng mỗi trận đấu.
5 bàn thắng
- Safee Sali

3 bàn thắng
- Cristian Gonzáles
- Muhammad Ridwan

2 bàn thắng
- Arif Suyono
- Bambang Pamungkas
- Firman Utina
- Irfan Bachdim
- Mohd Amri Yahyah
- Norshahrul Idlan Talaha
- Christopher Greatwich
- Aleksandar Đurić
- Sarayoot Chaikamdee
- Nguyễn Anh Đức
- Nguyễn Trọng Hoàng
- Nguyễn Vũ Phong

1 bàn thắng
- Oktovianus Maniani
- Mohammad Nasuha
- Kanlaya Sysomvang
- Konekham Inthammvong
- Lamnao Singto
- Mohd Amirul Hadi Zainal
- Mahali Jasuli
- Mohd Ashaari Shamsuddin
- Aung Kyaw Moe
- Khin Maung Lwin
- Phil Younghusband
- Agu Casmir
- Suree Sukha
- Lê Tấn Tài
- Nguyễn Minh Phương

1 bàn phản lưới nhà
- Mohd Asraruddin Putra Omar (trận gặp Indonesia)